# Oldroydella josephi
Oldroydella josephi là một loài ruồi trong họ Asilidae. Oldroydella josephi được Parui miêu tả năm 1999.